# 水濂洞 (坪瀨)
水濂洞或稱「坪瀨水濂洞」，位於台灣南投縣信義鄉，為坪瀨奇景中的峽谷及瀑布景觀。
峭壁形成天然水簾，雨季時有多達六座瀑布，平時有野生獼猴成群嬉戲，有如西遊記水濂洞奇景，、天空下個命名。水濂洞峽谷崖壁千仞、山高谷深，水濂洞吊橋橫跨於兩山稜之間，橋下如萬丈深淵，峽谷一線。於吊橋上即可遠眺「流牆壁瀑布」自左岸崖壁上直瀉而下，令人讚嘆。越過吊橋後，平緩的路徑變為陡峭的階梯，越過山稜後階梯直下崖邊，步道盡頭即見「水濂洞瀑布」自偉岸峭壁間一傾而下，水聲轟隆、氣勢澎湃。

## 周邊景觀
- 坪瀨奇景位在信義鄉愛國村與自強村之間，有坪瀨奇石、福德洞一線天、水濂洞及諸多吊橋等景觀。另位於內茅埔溪上的福德吊橋近來改建為天空玻璃吊橋，預計預計明年一月底正式啟用[7]。

## 交通資訊
- 自行開車：由國道3號下名間交流道後左轉彰南路台3線後直行，依路標指示循台16線，接台21線往信義方向，至里程88.6公里處信義分局前右轉明德街過愛國大橋後左轉過自愛橋後再右轉進入坪瀨林道，林道6.5K終點即為步道入口[注 3][2]。

## 解
1. ↑  其中水濂洞瀑布及流牆壁瀑布合稱水濂洞雙瀑，包含周圍數座瀑布合稱為水濂洞瀑布群。
2. ↑  水濂洞吊橋距離河面達百公尺，為台灣距離河面最高的吊橋之一。
3. ↑  坪瀨林道後段道路坡陡狹小路況不佳，底盤太低得車輛不宜進入。且步道近年天災有多處路段崩毀及落石，行走時需格外小心。

## 外部連結
- 在Youtube上的水濂洞瀑布群影音 （页面存档备份，存于）
- 在Panoramio上的水濂洞瀑布影像 （页面存档备份，存于）
- 在Panoramio上的流牆壁瀑布影像 （页面存档备份，存于）